# Sandalwood Management
 (mars 2025).
Sandalwood Management est propriétaire et gestionnaire de centres commerciaux, immeubles de bureaux et unités résidentielles aux États-Unis et au Canada. L’entreprise fondée en 1985 au Texas possède 80 propriétés en Amérique du Nord cumulant 6 millions de pieds carrés d’espaces commerciaux et de bureaux  et plus de 6 000 unités résidentielles multifamiliales.

## Histoire
L’homme d’affaires Joel Ospovat  a fait l’acquisition de Sandalwood Management en 1988.[réf. souhaitée]
Possédant une vaste expérience dans l’industrie immobilière et financière,[réf. souhaitée] notamment auprès de ITEC Capital Corporation, JRW Development et Republic Bank, il apporte une toute nouvelle vision à l’entreprise.

Son dynamisme et ses relations d’affaires permettront à Sandalwood Management de gagner en notoriété et de poursuivre son expansion, autant au Canada qu’aux États-Unis.
«Son portefeuille immobilier continue de prendre de l’expansion, tant en sol canadien qu’au pays de l’Oncle Sam. Joel Ospovat affirme que la saine gestion et l’excellente réputation de son entreprise sont la clé de ses succès.»

## Sandalwood Management Canada
Sandalwood Management fait son entrée au Canada en 2000 avec l’achat de 13 centres commerciaux dans la province de Québec. Son siège social est situé à Montréal.
Sandalwood Management Canada possède et gère 40 propriétés situées principalement au Québec et au Nouveau-Brunswick,[réf. souhaitée]
soit près de 5 millions de pieds carrés en centres commerciaux et tours à bureaux.[réf. souhaitée]

### Récompenses
Sandalwood Management Canada remporte l’OR dans la catégorie «community» aux MAXI AWARDS 2019 de l’ICSC pour sa campagne Soupçon de rose au profit de la Fondation du cancer du sein du Québec.
Ce prix récompense les meilleures campagnes marketing des  centres commerciaux du Canada et des États-Unis.